# Louise-Charlotte de Duras
Louise-Charlotte-Henriette-Philippine, nacida de Noailles (1745-1832), duquesa de Duras, fue una cortesana y escritora francesa. Sirvió como dama de compañía de María Antonieta desde 1770 hasta 1791.

## Biografía
Louise-Charlotte fue hija de Felipe de Noailles y Anne d'Arpajon. Contrajo matrimonio en 1760 con Emmanuel-Céleste de Durfort, duque de Duras (1741-1800), con quien tuvo un hijo, Amédée-Bretagne-Malo de Durfort (1771-1838).
En 1767, de Duras fue asignada como una de las damas del palacio de María Leszczynska, sirviendo su madre como la principal dama de compañía de la reina. En 1770, Louise-Charlotte, al igual que otras damas del palacio de la reina, fue asignada como una de las damas al servicio de María Antonieta a su llegada a Francia, fungiendo su madre nuevamente como la principal dama de compañía de la delfina. 
La duquesa de Duras fue descrita como de muy buena educación, culta y de buenos modales, gozando de respeto por ser erudita. Cuando Victoria de Rohan fue reemplazada como governanta de los Infantes de Francia en 1782, Louise-Charlotte y Laure-Auguste de Fitz-James, princesa de Chimay, fueron consideradas como las dos candidatas más apropiadas para el cargo, si bien María Antonieta rechazó a ambas: a Laure-Auguste por ser excesivamente religiosa y a Louise-Charlotte por considerarse académicamente inferior a ella, eligiendo en su lugar a Yolande de Polastron.
Según testimonios, María Antonieta se sentía inferior en comparación con Louise-Charlotte debido a su gran conocimiento y nivel académico, motivo por el cual no se sentía cómoda en su presencia, por lo que su relación era más profesional que amistosa, si bien la reina sentía respeto hacia ella, siendo de Duras la encargada de corregir a la reina cuando ésta cometía un error, como cuando María Antonieta quiso asistir al teatro al día siguiente del fallecimiento de su amiga Thérèse-Lucy de Dillon, lo cual le reportó una mala publicidad. Durante la visita de José II a Francia en 1777, María Antonieta solía elegir a de Duras para acompañarla durante sus visitas, con la intención de que una dama intelectual causase una impresión favorable al emperador en comparación con el resto de damas de la corte, con quienes José había sido muy crítico.
Tras el estallido de la Revolución francesa, Louise-Charlotte continuó al servicio de la corte en el Palacio de las Tullerías. Renunció a su cargo en 1791, al igual que otros miembros de la corte tras la fuga de Varennes, cuando el gobierno llevó a cabo reformas en la Casa Real las cuales supusieron la abolición de varias de las antiguas costumbres y privilegios de etiqueta. Su hijo y su esposo emigraron, formando parte este último del ejército de los emigrados.
La duquesa se retiró junto con sus padres al Chateau Mouchy-le-Châtel, en Oise, en septiembre de 1792. Todos ellos fueron puestos bajo arresto domiciliario el 25 de agosto de 1793, en cumplimiento del decreto de enemigos potenciales del Estado. El 6 de octubre, Louise-Charlotte fue transferida a Beauvais y, posteriormente, a Chantillí, siendo sus progenitores transferidos a la prisión de La Force diez días después.
Sus padres, su cuñada Louise de Noailles, así como su tía Catherine de Cossé-Brissac y su prima Henriette Anne Louise d'Aguesseau, fueron ejecutados en la guillotina en los meses de junio y julio de 1794. De Duras permaneció en prisión hasta su liberación tras la caída de Robespierre, estableciéndose con su suegra, Louise Françoise de Coëtquen (1724-1802). Murió en 1832.